# TUIフライ・ネーデルラント
TUIフライ・ネーデルラント（TUI fly Netherlands）はオランダの格安航空会社。アムステルダムのアムステルダム・スキポール空港を拠点にTUI航空の一翼として定期便とチャーター便の運航をしている。チャーター便の多くはオランダの旅行会社であるArke社のために運航されており、その目的地は地中海地域から南米や中東までに及ぶ。
2008年12月はTUI航空に加盟するすべての航空会社をTUIフライとして再編すると親会社のTUI Travel PLC社が発表した。

## 歴史
TUIフライ・ネーデルラントの前身であるエア・オランダは1981年に創業した。しかしその後エア・オランダは財政難に陥り2004年にExel Aviation Groupに買収されてオランダエクセルとなったものの、翌年の2005年に今度はExel Aviation Groupが破綻し、欧州最大の旅行会社であるTUIグループがアークフライと改称して傘下に収め2005年9月より運航を再開した。現在は同じくTUIグループの子会社であるオランダ最大の旅行会社Arke社に対してチャーター便を多く提供している。
2015年10月1日にアークフライからTUIエアラインズ・ネーデルラントに社名を変更、その後更に現在の社名へと改称した。

## 就航都市

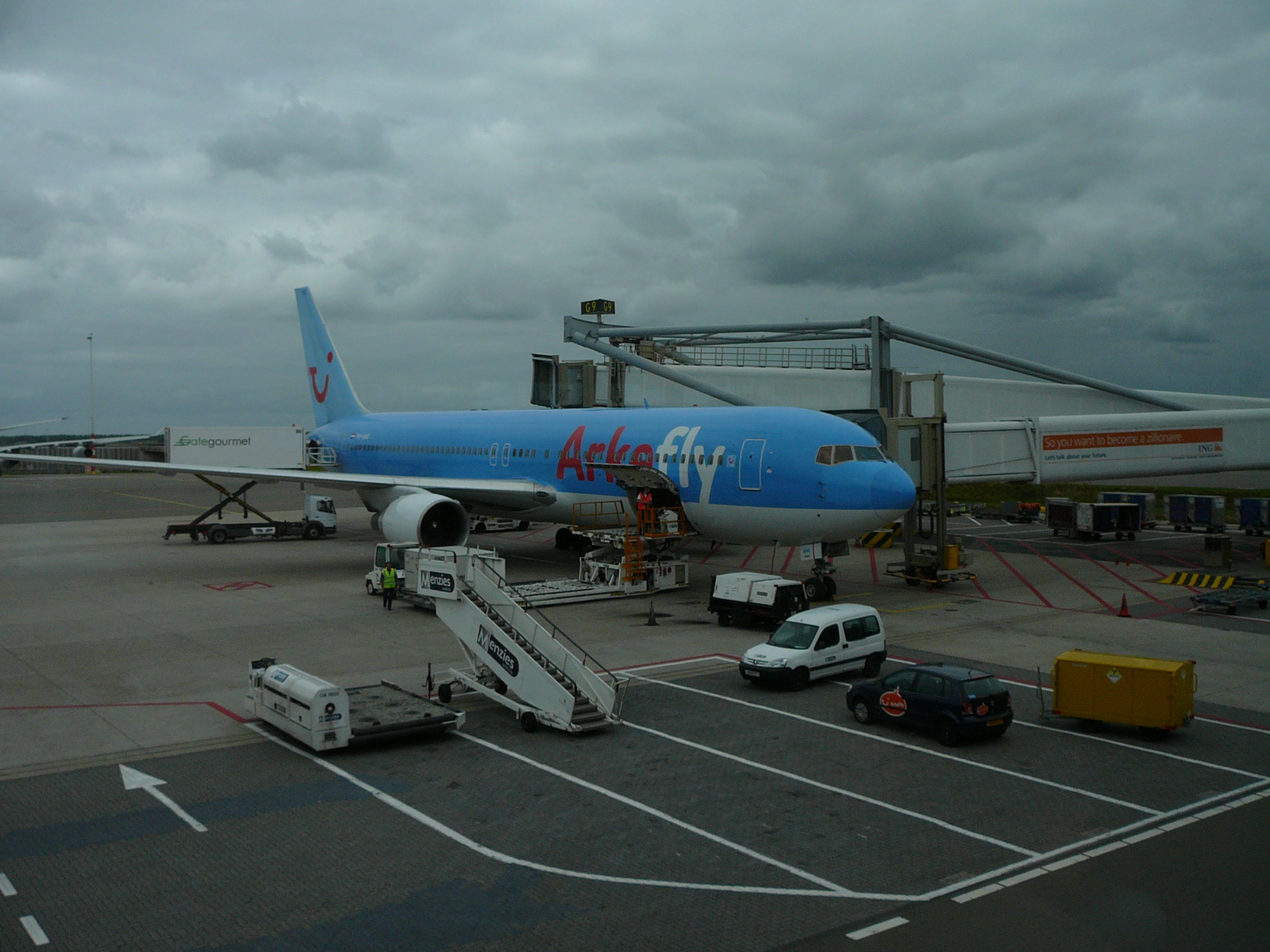
アムステルダム・スキポール空港に駐機するボーイング767-300ER型機

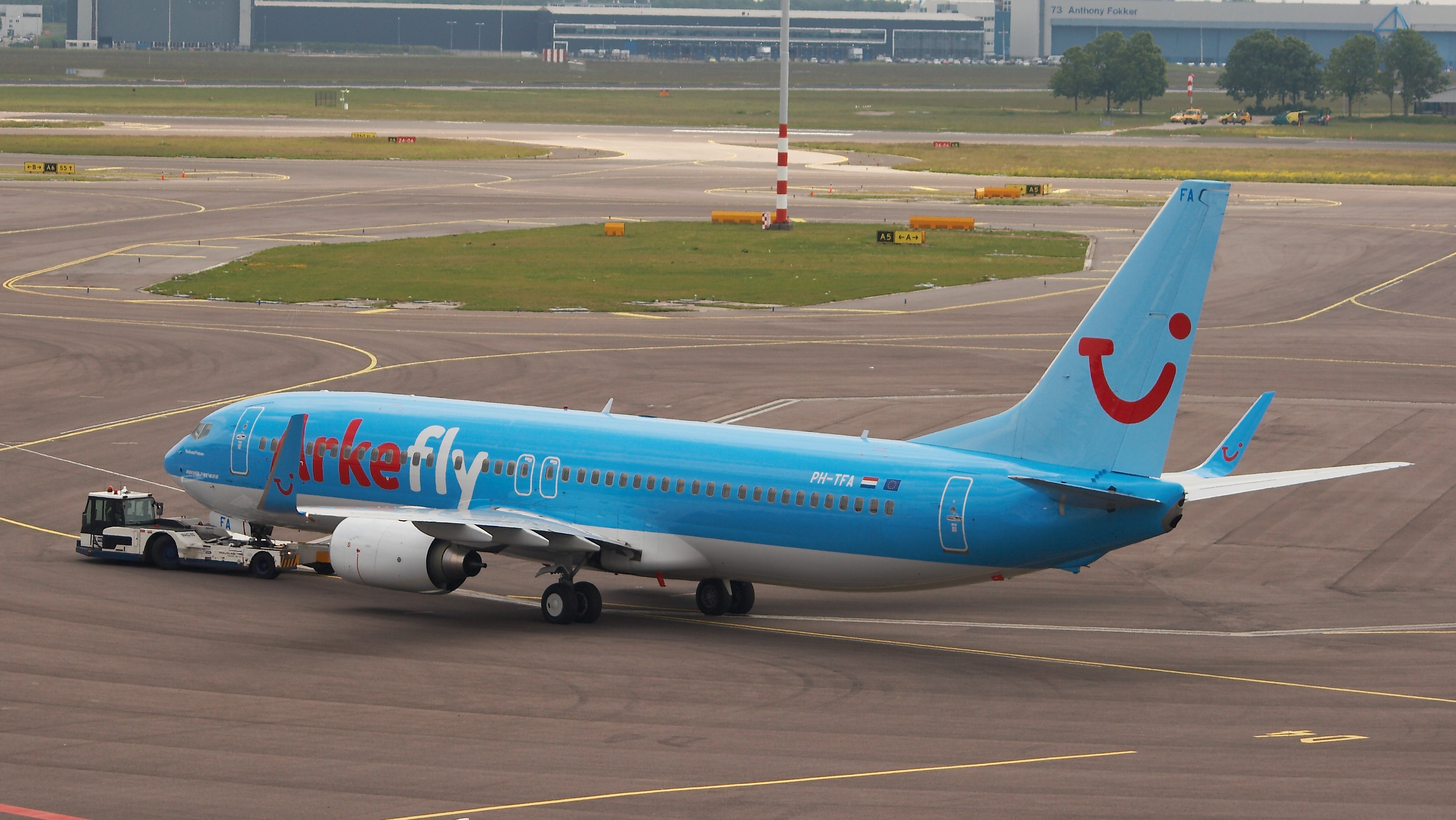
ボーイング737-800型機

- オランダ
  - アムステルダム
- スペイン（カナリア諸島）
  - テネリフェ（テネリフェ・スール）
  - ランサローテ
  - フエルテベントゥラ
  - ラ・パルマ
- トルコ
  - アンタルヤ
- エジプト
  - ルクソール
  - フルガダ
  - シャルム・エル・シェイク
- チュニジア
  - モナスティル
- ガンビア
  - バンジュール
- メキシコ
  - カンクン
- キューバ
  - オルギン
  - バラデーロ
- ドミニカ共和国
  - プエルト・プラタ
  - プンタ・カナ
- ジャマイカ
  - モンテゴ・ベイ
- オランダ領アンティル
  - ウィレムスタッド
  - クラレンダイク
  - セント・マーチン
- アルバ
  - オラニエスタッド
- ベネズエラ
  - ポルラマル
- ブラジル
  - サルヴァドール
  - フォルタレザ
  - レシフェ
  - ナタール
  - ポルト・セグーロ

## 保有機材
- ボーイング737-800　5機
- ボーイング767-300ER　1機
- ボーイング787　3機